# Josef Eriksson
Josef Eriksson, född 8 december 1872 i Söderfors, Uppsala län, död 4 juli 1957 i Uppsala domkyrkoförsamling, var en svensk tonsättare.

## Biografi
Eriksson avlade organist- och kyrkosångarexamen i Uppsala och 1906 musiklärarexamen vid Musikkonservatoriet i Stockholm, där han bland annat studerade komposition och kontrapunkt för Ruben Liljefors. 1905–1910 var han vikarierande organist vid Trefaldighetskyrkan i Uppsala och arbetade som musiklärare vid Folkskoleseminariet och Småskoleseminariet. Han var också verksam som musikkritiker.
Josef Eriksson är begravd på Uppsala gamla kyrkogård.

## Verk
Eriksson räknas som en av de mest framstående och produktiva sångkompositörerna i Sverige vid 1900-talets början. Hans stil var till en början förankrad i den nordiska traditionen (Grieg, Emil Sjögren m.fl.), en stil som han efter en mer experimentell period återvände till. Till sina sånger hämtade han texter från Ola Hansson, Anders Österling, Erik Axel Karlfeldt, Pär Lagerkvist och Nils Ferlin, Harriet Löwenhjelm m.fl. Hans produktion omfattar över 200 sånger med pianoackompanjemang, åtskilliga körverk för blandad kör, damkör och manskör, samt instrumentala verk. En omfattande samling handskrifter av Josef Eriksson finns i Uppsala universitetsbibliotek.
Bucolica eller Bukolika är en svit för stråkorkester eller stråkkvartett. Han har tonsatt Gustaf Frödings De svarta morianer, Per-Uno Bolinders Guds jord och Guds himmel (till invigningen av Sandvikens kyrka 29 november 1931), Pär Lagerkvists Ingenting får störa vår stund med varandra och Harriet Löwenhjelms Är jag intill döden trött.

## Priser och utmärkelser
- 1932 – Ledamot nr 606 av Kungliga Musikaliska Akademien
- 1932 – Litteris et Artibus